# Matfej (Samknulov)
Matfej (světským jménem: Gennadij Anatoljevič Samknulov; * 15. února 1971 Slaŭharad) je běloruský duchovní Ruské pravoslavné církve a biskup achtubinský a jenotajevský.

## Život
Narodil se 15. února 1971 v Slaŭharadu.
Roku 1988 dokončil střední školu č. 1 v jeho rodném městě. Poté pokračoval ve studiu na fakultě aplikované matematiky Běloruské státní univerzity.
Roku 1996 vstoupil do Nikolo-Šartomského monastýru.
Dne 24. července 1997 byl arcibiskupem ivanovským a kiněšemským Amvrosijem (Ščurovem) rukopoložen na diákona a 30. listopadu na jereje.
Dne 28. března 1998 byl postřižen na monacha a přijal mnišské jméno Matfej na počest svatého apoštola Matouše.
V letech 2000–2003 absolvoval dálkové studium na Jaroslavském duchovním semináři, poté na Ivanovo-Vozněsenském duchovním semináři a religionistiku na Ivanovské pedagogické univerzitě.
Roku 2004 vystoupal na horu Ararat a zúčastnil se mezinárodní expedice kolem jezera Issyk-kul. Expedice zde pátrala po ostatcích svatého apoštola Matouše.
V letech 2005–2006 vyučoval dogmatiku na Šujské pedagogické univerzitě. Přednášel také na Ivanovském pravoslavném bohosloveckém institutu či na Ivanovo-Vozněsenském duchovním semináři.
Roku 2006 se stal představeným chrámů Ikony Matky Boží Všech strádajících radost v Ivanovu.
Roku 2016 nastoupil na dálkové studium magisterského studia Moskevské duchovní akademie.
Dne 21. října 2016 jej Svatý synod zvolil biskupem biskupem šujským a tějkovským.
Dne 26. října 2016 byl povýšen na archimandritu.
Dne 1. prosince 2016 byl oficiálně jmenován biskupem a o den později proběhla v chrámu Krista Spasitele v Moskvě jeho biskupská chirotonie. Světiteli byli patriarcha moskevský Kirill, metropolita petrohradský a ladožský Varsonofij (Sudakov), metropolita volokolamský Ilarion (Alfejev), metropolita filippopolský Nifon (Sajkali) (Pravoslavný patriarchát antiochijský), metropolita istrijský Arsenij (Jepifanov), metropolita ivanovo-vozněsenský a vičugský Iosif (Makedonov), metropolita astrachaňský a kamyzjakský Nikon (Fomin), arcibiskup verejský Jevgenij (Rešetnikov), arcibiskup solněčnogorský Sergij (Čašin), biskup Gurij (Šalimov), biskup dmitrovský Feofilakt (Moisejev), biskup Ieronim (Černyšov), biskup podolský Tichon (Zajcev), biskup rybinský a danilovský Veniamin (Lichomanov), biskup voskresenský Savva (Michejev), biskup kiněšemský a palechský Ilarion (Kajgorodcev), biskup bogorodský Antonij (Sevrjuk) a biskup vorkutský a usinský Ioann (Ruděnko).
Dne 11. října 2023 byl Svatým synodem jmenován biskupem achtubinským a jenotajevským.